# Nick Murphy (cestista)
Nick Murphy (Bronx, 6 gennaio 1988) è un ex cestista statunitense, professionista nella NBDL e in Asia.